# Coppa di Francia 1981-1982
La Coppa di Francia 1981-1982 fu la 65ª edizione. Fu vinta dal Paris Saint-Germain che sconfisse in finale il Saint-Étienne.

## Trentaduesimi finale
| Vincente              | Risultato     | Perdente           |
| --------------------- | ------------- | ------------------ |
| Paris Saint-Germain   | 1-1 dcr (4-3) | Olympique Nîmes    |
| AS Saint-Étienne      | 3-0           | RC Paris           |
| Tours FC              | 5-2 dts       | Lens               |
| SEC Bastia            | 1-0           | USM Malakoff       |
| Girondins Bordeaux    | 4-0           | FC Périgueux       |
| Stade Laval           | 3-1           | Stade Quimper      |
| Sporting Toulon       | 1-0 nv        | FC Montauban       |
| US Valenciennes-Anzin | 3-0           | AEP Bourg-La Roche |
| Olympique Marseille   | 1-0           | Olympique Avignon  |
| Stade Brest           | 0-0 dcr (3-1) | Limoges FC         |
| FC Metz               | 1-0           | FC Sochaux         |
| Olympique Lyon        | 1-0           | Strasburgo         |
| Monaco                | 1-0 dts       | FC Martigues       |
| RCFC Besançon         | 5-2           | SR Saint-Dié       |
| AS Nancy              | 3-0           | FC Mulhouse        |
| Le Havre AC           | 1-0           | US Orléans         |

| Vincente                          | Risultato     | Perdente                   |
| --------------------------------- | ------------- | -------------------------- |
| US Nœux-les-Mines                 | 2-1           | FC Nantes                  |
| US Sanary                         | 0-0 dcr (7-6) | Montpellier La Paillade SC |
| Auxerre                           | 2-0           | US Véloce Vannes           |
| ESA Brive                         | 2-1           | AS Grenoble                |
| CA Lisieux                        | 0-0 dcr (9-8) | Lilla                      |
| Calais RUFC                       | 1-1 dcr (4-2) | AS Creil                   |
| ECAC Chaumont                     | 2-0 dts       | SC Hazebrouck              |
| US Maubeuge                       | 0-0 dcr (5-4) | Red Star Paris             |
| EDS Montluçon                     | 2-0           | AAJ Blois                  |
| US Concarneau                     | 1-1 dcr (7-6) | Union Clissons-Korrigans   |
| US Dunkerque                      | 3-2 dts       | Stade Poitiers             |
| Stade Saint-Brieuc                | 2-1           | Tolosa                     |
| Nizza                             | 2-0 dts       | CA Digne                   |
| Stade Reims                       | 3-1           | AS Beaune                  |
| CS Thonon                         | 2-1           | AS Central Sport Papeete   |
| FC Fontainebleau-Bagneaux-Nemours | 3-1           | SO Merlebach               |

## Sedicesimi di finale
| Squadra 1           | Totale | Squadra 2           | Andata | Ritorno |
| ------------------- | ------ | ------------------- | ------ | ------- |
| Auxerre             | 3 - 4  | Tours               | 2 - 1  | 1 - 3   |
| Monaco              | 3 - 1  | Nizza               | 2 - 0  | 1 - 1   |
| US Noeux-les-Mines  | 0 - 3  | Paris Saint-Germain | 0 - 1  | 0 - 2   |
| Metz                | 3 - 1  | Dunkerque           | 3 - 1  | 0 - 0   |
| Thonon-les-Bains    | 1 - 6  | Nancy               | 1 - 3  | 0 - 3   |
| Calais RUFC         | 1 - 9  | Laval               | 1 - 3  | 0 - 6   |
| CA Lisieux          | 0 - 5  | Bordeaux            | 0 - 0  | 0 - 5   |
| Saint-Brieuc        | 2 - 6  | Olympique Lione     | 0 - 2  | 2 - 4   |
| Maubeuge            | 4 - 5  | Valenciennes        | 3 - 2  | 1 - 3   |
| ÉSA Brive           | 1 - 4  | Bastia              | 1 - 3  | 0 - 1   |
| Concarneau          | 1 - 8  | Brest               | 0 - 3  | 1 - 5   |
| US Sanary           | 0 - 6  | Saint-Étienne       | 0 - 2  | 0 - 4   |
| RC Fontainebleau    | 2 - 4  | Le Havre            | 2 - 1  | 0 - 3   |
| Stade Reims         | 1 - 2  | Besançon            | 1 - 0  | 0 - 2   |
| Olympique Marsiglia | 6 - 2  | Montluçon           | 2 - 0  | 4 - 2   |
| Chaumont            | 1 - 4  | Tolone              | 0 - 0  | 1 - 4   |

## Ottavi di finale
| Squadra 1           | Totale | Squadra 2           | Andata | Ritorno |
| ------------------- | ------ | ------------------- | ------ | ------- |
| Bordeaux            | 4 - 2  | Monaco              | 2 - 1  | 2 - 1   |
| Saint-Étienne       | 5 - 3  | Brest               | 2 - 0  | 3 - 3   |
| Bastia              | 4 - 3  | Olympique Lione     | 2 - 0  | 2 - 3   |
| Tours               | 6 - 5  | Metz                | 4 - 1  | 2 - 4   |
| Olympique Marsiglia | 1 - 4  | Paris Saint-Germain | 0 - 1  | 1 - 3   |
| Tolone              | 4 - 2  | Nancy               | 2 - 1  | 2 - 1   |
| Valenciennes        | 4 - 2  | Le Havre            | 2 - 0  | 2 - 2   |
| Laval               | 2 - 1  | Besançon            | 2 - 1  | 0 - 0   |

## Quarti di finale
| Squadra 1           | Totale | Squadra 2 | Andata | Ritorno     |
| ------------------- | ------ | --------- | ------ | ----------- |
| Paris Saint-Germain | 3 - 2  | Bordeaux  | 2 - 0  | 1 - 2 (dts) |
| Tolone              | 2 - 3  | Tours     | 1 - 1  | 1 - 2       |
| Saint-Étienne       | 1 - 0  | Laval     | 1 - 0  | 0 - 0       |
| Valenciennes        | 1 - 3  | Bastia    | 1 - 0  | 0 - 3       |

## Semifinali
| Squadra 1           | Risultato       | Squadra 2 |
| ------------------- | --------------- | --------- |
| Saint-Étienne       | 2 - 0           | Bastia    |
| Paris Saint-Germain | 0 - 0 (2-1 dcr) | Tours     |

## Finale
| Squadra 1           | Risultato       | Squadra 2     |
| ------------------- | --------------- | ------------- |
| Paris Saint-Germain | 2 - 2 (6-5 dcr) | Saint-Étienne |

| Arbitro: | Michel Vautrot |

| |                      |                                                                                                   |
| Toko 58’ Rocheteau 120’                                                                                  | Marcatori            | 76’, 99’ Platini                                                                                  |
| Dominique Bathenay Éric Renaut Dominique Rocheteau Ivica Šurjak Luis Miguel Fernández Jean-Marc Pilorget | Tiri di rigore 6 – 5 | Patrick Battiston Jean-Louis Zanon Johnny Rep Jean-François Larios Michel Platini Christian Lopez |